# Kapringen af Valdresekspressen 2013
Kapringen af Valdresekspressen 2013 skete den 4. november 2013 på fylkesvei 53 øst for byen Øvre Årdal, da en bus var på rute mellem Oslo og Årdal. Ruten kaldes også Valdresekspressen. Chaufføren og begge passagerer blev i løbet af kort tid dræbt med kniv.

## Hændelsesforløb
Den 4. november 2013 omkring kl. 17:30 blev en bus kapret på langdistanceruten Valdresekspressen mellem Årdalstangen og Oslo. Ruten drives af NOR-WAY Bussekspress. Kapringen skete på strækningen mellem byerne Øvre Årdal i Årdal Kommune og Tyin i Vang Kommune.
Under kapringen blev chaufføren og begge passagerer dræbt, da kapreren påførte dem utallige knivstik. Gerningsmanden blev pågrebet af brandvæsenet og reddere, og efterfølgende overladt til politiet. Da han blev pågrebet havde han selv flere stiksår.
Politiet er blevet stærkt kritiseret for deres lange reaktionstid, da det er kommet frem, at de kørte en omvej på 37 km.

## Gerningsmand og ofre

### Gerningsmand
Buskapreren var en mandlig asylansøger født i 1982 med oprindelse i Sydsudan. Kapringen skete dagen før han skulle returenere til Spanien, hvor han oprindelig havde søgt om asyl.

### Ofre
- 19-årige Margaret Molland Sanden fra Årdalstangen, studerende på Høgskolen i Oslo.
- 53-årige Brahim Khoya, svensk statsborger, på vej hjem til Gøteborg efter to måneders arbejde i Årdal.
- 55-årige Arve Kvernhaug bussens chauffør, bosat i Bagn, oprindelig fra Lier.